# 929 Algunde
Algunde è un asteroide della fascia principale. Scoperto nel 1920, presenta un'orbita caratterizzata da un semiasse maggiore pari a 2,2383673 UA e da un'eccentricità di 0,1136262, inclinata di 3,91381° rispetto all'eclittica.
Stanti i suoi parametri orbitali, è considerato un membro della famiglia Flora di asteroidi.
Il nome per questo asteroide è stato scelto a caso dal popolare calendario Lahrer Hinkender Bote, pubblicato nella città di Lahr/Schwarzwald, in Germania.